# Châteauneuf-sur-Loire
Châteauneuf-sur-Loire è un comune francese di 8 101 abitanti situato nel dipartimento del Loiret nella regione del Centro-Valle della Loira.

## Società

### Evoluzione demografica
Abitanti censiti